# Michael Sata
Michael Chilufya Sata  (Mpika, 6 de julio de 1937–Londres, 28 de octubre de 2014) fue un oficial de policía, ferroviario y sindicalista zambiano, que se desempeñó como el quinto presidente de Zambia, asumiendo el cargo el 23 de septiembre de 2011 hasta su muerte, el 28 de octubre de 2014.

## Carrera política
Lideró el Frente Patriótico de Zambia (PF), un importante partido político del país. Durante la presidencia de Frederick Chiluba, en la década de 1990, Sata se desempeñó como ministro como parte del Movimiento por una Democracia Multipartidaria (MMD), entonces en el gobierno. Se volvió opositor en el 2001, formándose el PF. Como líder de la oposición, Sata fue popularmente conocido como el Rey Cobra (King Cobra), porque emergió como candidato opositor rival de Levy Mwanawasa en las elecciones de 2006 siendo, sin embargo, derrotado. Luego de la muerte del presidente Mwanawasa, Sata se postuló nuevamente como presidente y fue derrotado por Rupiah Banda, en 2008. Finalmente vencería en las elecciones generales de 2011 al entonces presidente Rupiah Banda, con un 42 % de los votos.
Durante 2014 la salud de Sata empeoró, quién por su avanzada edad se veía incapaz de continuar con la vida pública y abierta, característica del cargo y de su propia personalidad. El 19 de octubre de ese año, Sata abandona el país y va rumbo a Londres para tratar su enfermedad, dejando como encargado de la presidencia al ministro de defensa Edgar Lungu. Sata finalmente falleció el 28 de octubre en el hospital Rey Eduardo VII acompañado de sus familiares. La presidencia interina fue entregada a Guy Scott, vicepresidente del país, quien fue el encargado de llamar a elecciones y se convirtió en el primer presidente blanco del África subsahariana, luego de Frederick de Klerk en Sudáfrica.